# Barrhead, Skottland
Barrhead är en ort i Storbritannien.   Den ligger i kommunen East Renfrewshire och riksdelen Skottland, i den centrala delen av landet, 500 km nordväst om huvudstaden London. Barrhead ligger 58 meter över havet och antalet invånare är 17 285.
Terrängen runt Barrhead är huvudsakligen platt, men västerut är den kuperad. Runt Barrhead är det ganska tätbefolkat, med 104 invånare per kvadratkilometer. Närmaste större samhälle är Glasgow, 11,2 km nordost om Barrhead. Trakten runt Barrhead består i huvudsak av gräsmarker.